# Домагощь
Домаго́щь  — древнерусский летописный город XII века, локализованный у села Городище Болховского района Орловской области.

## Описание
На территории современной Орловской области разбросано много древних городищ. Многие из них исчезли и не оставили после себя даже названий. Но история некоторых из них, таких как Радовище, Старый Воротынск, город Дешкин, Хотимль, Коршев и др., дошла до наших дней.
Домагощ располагался на высоком левом берегу реки Оки при впадении в неё Зуши на южной окраине села. Город упоминается в Ипатьевской летописи за 1147 год в связи с междоусобной войной князей черниговских Владимира и Изяслава Давыдовичей, киевского Изяслава Мстиславича с новгород — северским князем Святославом Ольговичем. (В то же веремѧ въıбѣгоша посадничи Володимери. Изѧславли. из Вѧтичь. изъ Брѧньска. и изъ Мьченьска. и изъ Блеве. и ѿтоуда иде Девѧгорьскоу. иде заемъ вси Вѧтичи и Добрѧнескъ и до Воробиинъ Подеснье Домагощь. и Мценескъ.) Впоследствии в XIII—XIV веках городок входил в Звенигородское, а затем в выделившееся из него Болховское княжество.
Историк М. П. Погодин читал сообщение летописи не «Домагощ», а «до Магощ» и связывал это поселение с деревней Маговка Карачевского уезда Орловской губернии. Также и А. Н. Насонов относил это городище к Маговке. Но археологическое обследование показало, что в окрестностях этой деревни древнерусских поселений нет. Историк, археолог А. К. Зайцев на основании анализа Белёвских писцовых книг убедительно связывает летописный Домагощ с городищем у села Городище на реке Оке.
Древний Домагощ представлял собой типичный замок — крепость трапециевидной в плане площадки, слегка вытянутой с севера на юг и ограниченный с востока высоким берегом Оки, с севера и юга оврагами, а с запада рвом глубиной до 2-х и шириной 14 метров, и валом высотой до 3-х и шириной у основания 10 метров. Замок был окружён срубной стеной из дубовых брёвен. Разведочные раскопки П. С. Ткачевского — краеведа, археолога, директора Орловского губернского художественно-исторического музея в 1926 году и археологические раскопки в 1958 и 1967 гг. обнаружили на городище культурный слой до 1,5 метров, содержащий многочисленные артефакты XII—XIII, а в верхнем слое — XVI—XVII веков.
Предположительно Домагощь был разрушен во время набегов татар или литовцев в XV веке. Но поселение на этом месте окончательно не исчезло и оно существовало в XVI и XVII веках, но находилось в полнейшем запустении (от деревянной церкви святого Николая Чудотворца и стоявших здесь дворов сохранились лишь только следы). О чём свидетельствуют археологические находки и Белёвские писцовые книги. Здесь находились земли Белёвского Спасо-Преображенского монастыря («Да ото Мценского рубежа на низ по реке по Оке, …, против села Городища Дамогашевского — три озерка …»).
Во второй половине XVIII века село принадлежало князю Фёдору Ивановичу Несвижскому. Он построил в 1773 году кирпичную церковь во имя Рождества Христова с приделами Казанской иконы Божией Матери и святого Николая Чудотворца. Господский дом был разрушен после революции, а церковь и само село были почти стёрты с лица земли во время Кривцовской операции советских войск в 1942—1943 годах.